# Muker
Muker är en ort och civil parish i Storbritannien.   Den ligger i grevskapet North Yorkshire och riksdelen England, i den centrala delen av landet, 300 km norr om huvudstaden London. Muker ligger 253 meter över havet och antalet invånare är 309.
Terrängen runt Muker är huvudsakligen lite kuperad. Muker ligger nere i en dal. Runt Muker är det ganska glesbefolkat, med 36 invånare per kvadratkilometer. Närmaste större samhälle är Kirkby Stephen, 17,0 km nordväst om Muker. Trakten runt Muker består i huvudsak av gräsmarker.